# Siêu cúp bóng đá Bồ Đào Nha
Siêu cúp bóng đá Bồ Đào Nha (phát âm tiếng Bồ Đào Nha: [ˈsupɛɾ ˈtasɐ ðɨ puɾtuˈɣal]), có tên gọi ở Bồ Đào Nha là Supertaça Cândido de Oliveira (phát âm tiếng Bồ Đào Nha: [ˈsupɛɾ ˈtasɐ ˈkɐ̃diðu ðɨ ɔliˈvɐjɾɐ]), là một trận đấu bóng đá thường niên được tổ chức từ năm 1979 giữa hai đội vô địch giải đấu quốc gia (Primeira Liga) và cúp quốc gia (Taça de Portugal). Được Liên đoàn bóng đá Bồ Đào Nha công nhận và tổ chức từ năm 1981, Supertaça thường được tổ chức vào tháng 8 trước khi mùa giải mới bắt đầu.
Trận đấu và cúp được đặt theo tên của cựu cầu thủ, huấn luyện viên và nhà báo thể thao người Bồ Đào Nha Cândido de Oliveira.  Trong trường hợp một đội vô địch cả giải vô địch quốc gia  và cúp quốc gia (đạt được cú đúp), đội đó sẽ phải thi đấu trận Siêu cúp với đội Á quân cúp quốc gia.

## Thống kê
Lưu ý: Những số liệu thống kê này không bao gồm các mùa giải không chính thức vào các năm 1944, 1964, 1979 và 1980.
| Câu lạc bộ           | Vô địch | Á quân | Năm vô địch | Năm á quân                                                                   |
| -------------------- | ------- | ------ | --- | ---------------------------------------------------------------------------- |
| Porto                | 23      | 10     | 1981, 1983, 1984, 1986, 1990, 1991, 1993, 1994, 1996, 1998, 1999, 2001, 2003, 2004, 2006, 2009, 2010, 2011, 2012, 2013, 2018, 2020, 2022 | 1979, 1985, 1988, 1992, 1995, 1997, 2000, 2007, 2008, 2023                   |
| Benfica              | 9       | 13     | 1980, 1985, 1989, 2005, 2014, 2016, 2017, 2019, 2023                                                                                     | 1981, 1983, 1984, 1986, 1987, 1991, 1993, 1994, 1996, 2004, 2010, 2015, 2020 |
| Sporting CP          | 9       | 2      | 1982, 1987, 1995, 2000, 2002, 2007, 2008, 2015, 2021                                                                                     | 1980, 2019                                                                   |
| Boavista             | 3       | 1      | 1979, 1992, 1997 | 2001                                                                         |
| Vitória de Guimarães | 1       | 3      | 1988 | 2011, 2013, 2017                                                             |
| Braga                | 0       | 4      | – | 1982, 1998, 2016, 2021                                                       |
| Vitória de Setúbal   | 0       | 2      | – | 2005, 2006                                                                   |
| Belenenses           | 0       | 1      | – | 1989                                                                         |
| Estrela da Amadora   | 0       | 1      | – | 1990                                                                         |
| Beira-Mar            | 0       | 1      | – | 1999                                                                         |
| Leixões              | 0       | 1      | – | 2002                                                                         |
| União de Leiria      | 0       | 1      | – | 2003                                                                         |
| Paços de Ferreira    | 0       | 1      | – | 2009                                                                         |
| Académica de Coimbra | 0       | 1      | – | 2012                                                                         |
| Rio Ave              | 0       | 1      | – | 2014                                                                         |
| Aves                 | 0       | 1      | – | 2018                                                                         |
| Tondela              | 0       | 1      | – | 2022                                                                         |